# Campeonato Matogrossense 2022
El Campeonato Matogrossense de Fútbol 2022 fue la 80.ª edición de la primera división de fútbol del estado de Mato Grosso. El torneo fue organizado por la Federação Mato-Grossense de Futebol (FMF). El torneo comenzó el 22 de enero y finalizó el 2 de abril.
Cuiabá se consagró bicampeón tras vencer en los partidos de ida y vuelta de la final a União Rondonópolis, consiguiendo así su título estadual número 11.

## Sistema de juego

### Primera fase
Los 10 equipos se enfrentan en modalidad de todos contra todos a una sola rueda. Culminadas las nueve fechas, los seis primeros clasifican a la segunda fase, los dos primeros puestos acceden directamente a la semifinal, mientras que los otros cuatro restantes juegan una ronda previa. Los dos últimos posicionados descenderán a Segunda División.

### Segunda fase
- Ronda previa: Los enfrentamientos se emparejan con respecto al puntaje de la primera fase, de la siguiente forma:
  - 3.º vs. 6.º
  - 4.º vs. 5.º

- Semifinales: Los enfrentamientos se emparejan de la siguiente forma:
  - 1.º vs. (4.º vs. 5.º)
  - 2.º vs. (3.º vs. 6.º)

- Final: La disputan los dos ganadores de las semifinales.

- Nota 1: Todas las llaves de segunda fase se juegan en partidos de ida y vuelta, comenzando la llave como local el equipo con menor puntaje en la primera fase.
- Nota 2: En caso de empate en puntos y diferencia de goles en cualquier llave, se definirá en tanda de penales. No se consideran los goles de visita.

### Clasificaciones
- Copa de Brasil 2023: Clasifican tres equipos: los dos finalistas y el campeón de la Copa FMF 2022.
- Copa Verde 2023: Clasifican los dos finalistas.
- Serie D 2023: Clasifican los dos mejores equipos de la tabla acumulada que no disputen la Serie A, Serie B o Serie C en la temporada 2022 o la Serie C en 2023.

## Equipos participantes
| Equipo             | Ciudad                    | Estadio            | Capacidad | Posición 2021      | Títulos (último) |
| ------------------ | ------------------------- | ------------------ | --------- | ------------------ | ---------------- |
| Academia           | Rondonópolis              | Caldeirão          | 19 000    | 2.º (2.ª división) | 0                |
| Ação               | Santo Antônio de Leverger | Dutrinha           | 4500      | 3.º                | 0                |
| Cuiabá             | Cuiabá                    | Arena Pantanal     | 42 900    | Campeón            | 10 (2021)        |
| Dom Bosco          | Cuiabá                    | Arena Pantanal     | 42 900    | 8.º                | 6 (1991)         |
| Grêmio Sorriso     | Sorriso                   | Egídio José Preima | 4000      | 7.º                | 0                |
| Luverdense         | Lucas do Rio Verde        | Passo das Emas     | 13 000    | 6.º                | 3 (2016)         |
| Nova Mutum         | Nova Mutum                | Valdir Doilho Wons | 1200      | 4.º                | 1 (2020)         |
| Operário-VG        | Várzea Grande             | Dito Souza         | 5000      | 2.º                | 12 (2002)        |
| Sport Sinop        | Sinop                     | Gigante do Norte   | 13 000    | 1.º (2.ª división) | 0                |
| União Rondonópolis | Rondonópolis              | Caldeirão          | 19 000    | 5.º                | 1 (2010)         |

| Crecimiento | Equipos provenientes del Campeonato Matogrossense de Segunda División 2021. |

## Primera fase

### Tabla de posiciones
| Pos. | Equipo             | Pts. | PJ | G | E | P | GF | GC | Dif. | Clasificación          |
| ---- | ------------------ | ---- | -- | - | - | - | -- | -- | ---- | ---------------------- |
| 1    | Cuiabá             | 22   | 9  | 7 | 1 | 1 | 23 | 6  | +17  | Semifinales.           |
| 2    | Luverdense         | 20   | 9  | 6 | 2 | 1 | 13 | 3  | +10  | Semifinales.           |
| 3    | Sport Sinop        | 18   | 9  | 5 | 3 | 1 | 12 | 8  | +4   | Ronda previa.          |
| 4    | Academia           | 13   | 9  | 4 | 1 | 4 | 5  | 11 | −6   | Ronda previa.          |
| 5    | Dom Bosco          | 13   | 9  | 3 | 4 | 2 | 9  | 11 | −2   | Ronda previa.          |
| 6    | União Rondonópolis | 12   | 9  | 4 | 0 | 5 | 10 | 11 | −1   | Ronda previa.          |
| 7    | Nova Mutum         | 12   | 9  | 3 | 3 | 3 | 10 | 9  | +1   |                        |
| 8    | Operário-VG        | 10   | 9  | 3 | 1 | 5 | 11 | 12 | −1   |                        |
| 9    | Grêmio Sorriso     | 4    | 9  | 1 | 1 | 7 | 5  | 18 | −13  | Descenso de categoría. |
| 10   | Ação               | 2    | 9  | 0 | 2 | 7 | 9  | 18 | −9   | Descenso de categoría. |

 Fuente: FMF
Criterios de clasificación: 1) Puntos; 2) Partidos ganados; 3) Diferencia de gol; 4) Goles anotados; 5) Enfrentamiento directo entre los equipos en cuestión; 6) Menor cantidad de tarjetas amarillas; 7) Menor cantidad de tarjetas rojas; 8) Sorteo.

### Resultados
| Local \ Visitante  | ACD | AÇA | CUI | DOM | GRE | LUV | NOV | OPE | SIN | UNI |
| ------------------ | --- | --- | --- | --- | --- | --- | --- | --- | --- | --- |
| Academia           | —   | —   | —   | 0–0 | 1–0 | 0–3 | —   | 1–0 | —   | 2–1 |
| Ação               | 0–1 | —   | —   | —   | —   | 1–1 | —   | 2–3 | 0–1 | —   |
| Cuiabá             | 4–0 | 3–0 | —   | 4–0 | 4–0 | —   | 3–2 | —   | —   | —   |
| Dom Bosco          | —   | 2–1 | —   | —   | —   | 0–1 | 1–1 | —   | 2–2 | 1–0 |
| Grêmio Sorriso     | —   | 3–2 | —   | 1–1 | —   | 0–3 | 0–1 | —   | —   | —   |
| Luverdense         | —   | —   | 2–1 | —   | —   | —   | —   | 0–0 | 2–0 | 1–0 |
| Nova Mutum         | 2–0 | 2–2 | —   | —   | —   | 1–0 | —   | —   | 0–0 | 0–1 |
| Operário-VG        | —   | —   | 0–1 | 1–2 | 2–0 | —   | 2–1 | —   | —   | —   |
| Sport Sinop        | 1–0 | —   | 1–1 | —   | 2–0 | —   | —   | 3–2 | —   | 2–1 |
| União Rondonópolis | —   | 2–1 | 1–2 | —   | 2–1 | —   | —   | 2–1 | —   | —   |

## Fase final

#### Cuadro de desarrollo
|  | Ronda previa                | Ronda previa                | Ronda previa                | Ronda previa                | Ronda previa                |   |   | Semifinales       | Semifinales       | Semifinales       | Semifinales       | Semifinales       |  |   | Final                    | Final                    | Final                    | Final                    | Final                    |  |
|  | 26 de febrero al 6 de marzo | 26 de febrero al 6 de marzo | 26 de febrero al 6 de marzo | 26 de febrero al 6 de marzo | 26 de febrero al 6 de marzo |   |   | 12 al 19 de marzo | 12 al 19 de marzo | 12 al 19 de marzo | 12 al 19 de marzo | 12 al 19 de marzo |  |   | 26 de marzo y 2 de abril | 26 de marzo y 2 de abril | 26 de marzo y 2 de abril | 26 de marzo y 2 de abril | 26 de marzo y 2 de abril |  |
|  |                             |                             |                             |                             |                             |   |   |                   |                   |                   |                   |                   |  |   |                          |                          |                          |                          |                          |  |
|  |                             |                             |                             |                             |                             |   |   |                   |                   |                   |                   |                   |  |   |                          |                          |                          |                          |                          |  |
|  |                             |                             |                             |                             |                             |   |   |                   |                   |                   |                   |                   |  |   |                          |                          |                          |                          |                          |  |
|  |                             |                             |                             |                             |                             |   |   |                   |                   |                   |                   |                   |  |   |                          |                          |                          |                          |                          |  |
|  |                             |                             |                             |                             |                             |   |   |                   |                   |                   |                   |                   |  |   |                          |                          |                          |                          |                          |  |
|  |                             | 1                           | Cuiabá                      | 1                           | 3                           | 4 |   |                   |                   |                   |                   |                   |  |   |                          |                          |                          |                          |                          |  |
|  |                             |                             |                             |                             |                             | 4 |   |                   |                   |                   |                   |                   |  |   |                          |                          |                          |                          |                          |  |
|  |                             |                             | 5                           | Dom Bosco                   | 0                           | 0 | 0 |                   |                   |                   |                   |                   |  |   |                          |                          |                          |                          |                          |  |
|  | 4                           | Academia                    | 5                           | Dom Bosco                   | 0                           | 0 | 0 | 1                 | 0                 | 1                 |                   |                   |  |   |                          |                          |                          |                          |                          |  |
|  | 4                           | Academia                    |                             |                             |                             |   |   |                   |                   | 1                 |                   |                   |  |   |                          |                          |                          |                          |                          |  |
|  | 5                           | Dom Bosco                   | 1                           | 1                           | 2                           |   |   |                   |                   |                   |                   |                   |  |   |                          |                          |                          |                          |                          |  |
|  | 5                           | Dom Bosco                   | 1                           | 1                           | 2                           |   |   |                   |                   |                   |                   |                   |  | 1 | Cuiabá                   | 3                        | 4                        | 7                        |                          |  |
|  |                             |                             |                             |                             |                             |   |   |                   |                   |                   |                   |                   |  | 1 | Cuiabá                   | 3                        | 4                        | 7                        |                          |  |
|  |                             |                             | 6                           | União Rondonópolis          | 2                           | 0 | 2 |                   |                   |                   |                   |                   |  |   |                          |                          |                          |                          |                          |  |
|  |                             |                             | 6                           | União Rondonópolis          | 2                           | 0 | 2 |                   |                   |                   |                   |                   |  |   |                          |                          |                          |                          |                          |  |
|  |                             |                             |                             |                             |                             |   |   |                   |                   |                   |                   |                   |  |   |                          |                          |                          |                          |                          |  |
|  |                             |                             |                             |                             |                             |   |   |                   |                   |                   |                   |                   |  |   |                          |                          |                          |                          |                          |  |
|  |                             | 2                           | Luverdense                  | 1                           | 1                           | 2 |   |                   |                   |                   |                   |                   |  |   |                          |                          |                          |                          |                          |  |
|  |                             |                             |                             |                             |                             | 2 |   |                   |                   |                   |                   |                   |  |   |                          |                          |                          |                          |                          |  |
|  |                             |                             | 6                           | União Rondonópolis          | 2                           | 2 | 4 |                   |                   |                   |                   |                   |  |   |                          |                          |                          |                          |                          |  |
|  | 3                           | Sport Sinop                 | 6                           | União Rondonópolis          | 2                           | 2 | 4 | 0                 | 3                 | 3                 |                   |                   |  |   |                          |                          |                          |                          |                          |  |
|  | 3                           | Sport Sinop                 |                             |                             |                             |   |   |                   |                   | 3                 |                   |                   |  |   |                          |                          |                          |                          |                          |  |
|  | 6                           | União Rondonópolis          | 3                           | 2                           | 5                           |   |   |                   |                   |                   |                   |                   |  |   |                          |                          |                          |                          |                          |  |
|  | 6                           | União Rondonópolis          | 3                           | 2                           | 5                           |   |   |                   |                   |                   |                   |                   |  |   |                          |                          |                          |                          |                          |  |
|  |                             |                             |                             |                             |                             |   |   |                   |                   |                   |                   |                   |  |   |                          |                          |                          |                          |                          |  |

Nota: El equipo que ocupa la primera línea es el que define la serie como local.
| Bandera del estado de Mato Grosso |
| Campeón                           |
| Cuiabá 11.° título                |

## Clasificación final
| Pos. | Equipo             | Pts. | PJ | G  | E | P | GF | GC | Dif. | Clasificación                                        |
| ---- | ------------------ | ---- | -- | -- | - | - | -- | -- | ---- | ---------------------------------------------------- |
| 1.°  | Cuiabá (C)         | 34   | 13 | 11 | 1 | 1 | 34 | 8  | +26  | Copa de Brasil 2023 y Copa Verde 2023.               |
| 2.°  | União Rondonópolis | 21   | 15 | 7  | 0 | 8 | 21 | 23 | −2   | Copa de Brasil 2023, Copa Verde 2023 y Serie D 2023. |
| 3.°  | Luverdense         | 20   | 11 | 6  | 2 | 3 | 15 | 7  | +8   | Copa Verde 2023.                                     |
| 4.°  | Dom Bosco          | 17   | 13 | 4  | 5 | 4 | 11 | 16 | −5   |                                                      |
| 5.°  | Sport Sinop        | 21   | 11 | 6  | 3 | 2 | 15 | 13 | +2   |                                                      |
| 6.°  | Academia           | 14   | 11 | 4  | 2 | 5 | 6  | 13 | −7   |                                                      |
| 7.°  | Nova Mutum         | 12   | 9  | 3  | 3 | 3 | 10 | 9  | +1   | Copa de Brasil 2023.                                 |
| 8.°  | Operário-VG        | 10   | 9  | 3  | 1 | 5 | 11 | 12 | −1   | Serie D 2023.                                        |
| 9.°  | Grêmio Sorriso     | 4    | 9  | 1  | 1 | 7 | 5  | 18 | −13  | Segunda División 2023.                               |
| 10.° | Ação               | 2    | 9  | 0  | 2 | 7 | 9  | 18 | −9   | Segunda División 2023.                               |

Reglas de clasificación: 1) Puntos; 2) Partidos ganados; 3) Diferencia de gol; 4) Goles anotados; 5) Enfrentamiento directo entre los equipos en cuestión; 6) Menor cantidad de tarjetas amarillas; 7) Menor cantidad de tarjetas rojas; 8) Sorteo.

Nota: El cupo de clasificación para la Serie D 2023 pasó a manos de União Rondonópolis, debido a que Cuiabá disputó la Serie A en 2022.